# まじ卍
まじ卍（まじまんじ）とは、感情の高ぶりや、物事の程度を示す日本語の言葉で、2017年より、インターネット上のソーシャルネットワーキングサービスを中心に、主に女子中高生の間で広く使われている言葉。基本は「まじ」が二度重なって強調されたものである。JC・JK流行語大賞2017のコトバ部門に入選、今年の新語の候補になるなど、新語として注目される言葉のひとつ。
現在はほとんど使用されておらず、廃語とみなされている。

## 意味
「まじ卍」の意味は特に定まっておらず、感覚的な言葉であるとされる。LINEが制作した、女子高生を描く動画中では、この言葉に「信じられない！」という意味である、と注釈が入れられた。マジは「本気」、卍は「ヤバい」の意で用いられ、全体で「本当にすごく」あるいは「すごく」という形容詞になり、否定的な使い方と肯定的な使い方のどちらにも用いられると考えられており「文章語」では無く、「会話語」であるため、その場の文脈によりニュアンスが大きく変化することに留意し解釈する必要がある。

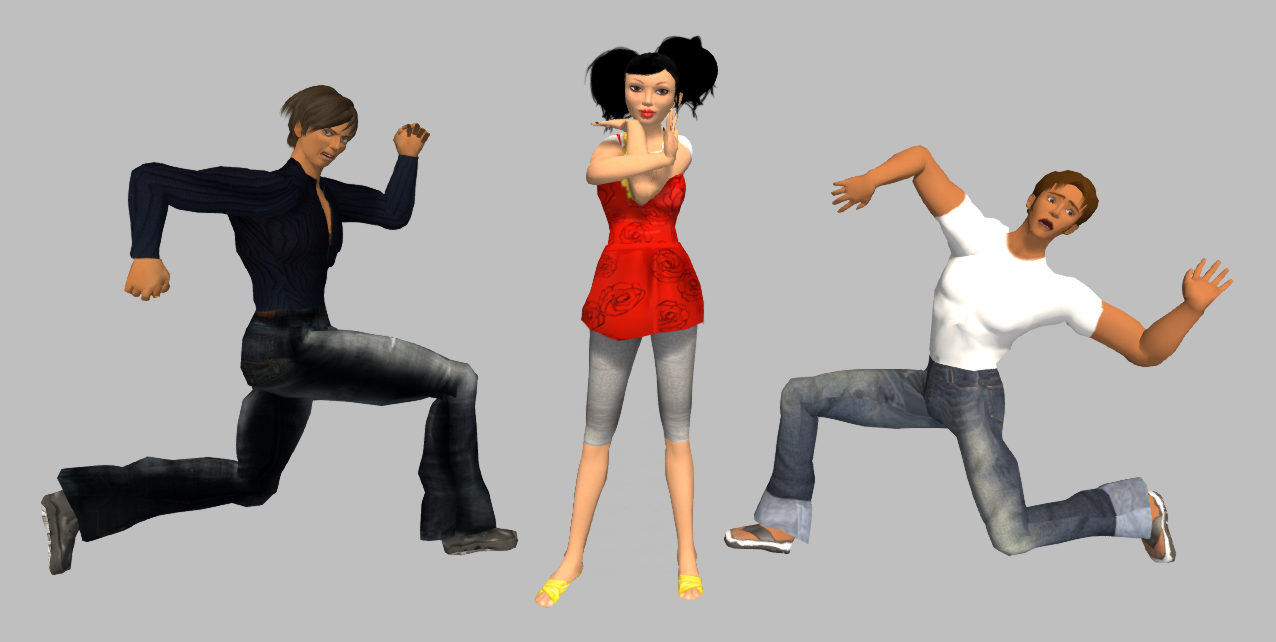
ポーズのバリエーション

特に卍は、2013年頃より、不良らしさを示したり、否定的な語として使用されていたが、2016年11月30日に放送されためざましテレビの「女子高生流行語大賞2016」で一位に挙げられた頃にはスナップ写真を撮影する際のポーズを表すとともに撮影者がかける言葉や、嬉しい時などにテンションが上がった際の感嘆詞、好意的な言葉としても用いられるようになった。「まじ卍」の例では「マジ」の語を強める修飾的なはたらきがあると指摘されている。
Yahoo!が流行語の検索データを分析したところ、「マジ卍」「マジ卍　意味」は2016年9月に岡山県で最初に検索数が増えたことから、発祥地は岡山県の可能性が高いという。